# 22 pr. n. št.
22 pr. n. št. je bilo po julijanskem koledarju navadno leto, ki se je začelo na nedeljo, ponedeljek ali torek, ali pa prestopno leto, ki se je začelo na soboto ali nedeljo (različni viri navajajo različne podatke). Po proleptičnem julijanskem koledarju je bilo navadno leto, ki se je začelo na soboto.
V rimskem svetu je bilo znano kot leto sokonzulstva Marcela in Aruncija, pa tudi kot leto 732 ab urbe condita.
Oznaka 22 pr. Kr. oz. 22 AC (Ante Christum, »pred Kristusom«), zdaj posodobljeno v 22 pr. n. št., se uporablja od srednjega veka, ko se je uveljavilo številčenje po sistemu Anno Domini.